# Glenea quadriochreomaculata
Glenea quadriochreomaculata es una especie de escarabajo del género Glenea, familia Cerambycidae. Fue descrita científicamente por Breuning en 1966.
Habita en Filipinas. Esta especie mide 13 mm.